# Samart Panya
Samart Panya (thailändisch สามารถ ปัญญา, * 7. Oktober 1985) ist ein thailändischer Fußballspieler.

## Karriere
Samart Panya spielte bis 2015 beim Saraburi FC. Der Verein aus Saraburi spielte in der höchsten Liga des Landes, der Thai Premier League. Für den Fußballclub Saraburi absolvierte er 15 Erstligaspiele. Nachdem der Verein Ende 2015 aufgelöst worden war, wechselte er zum ebenfalls in der ersten Liga spielenden Navy FC nach Sattahip. Bis Mitte 2017 spielte er 23-mal für die Navy. Die Rückserie 2017 spielte er beim Ligakonkurrenten Chonburi FC in Chonburi. 2018 unterschrieb er einen Vertrag beim Drittligisten Phrae United FC in Phrae. Mit Phrae wurde er 2019 Vizemeister der Thai League 3 – Upper Region und stieg in die zweite Liga auf.

## Erfolge
Phrae United FC
- Thai League 3 – Upper Region

Vizemeister: 2019  ▲